# Angrivari
Angrivari so bili germansko ljudstvo zgodnjega Rimskega cesarstva, ki so živeli v današnji severozahodni Nemčiji blizu sredine reke Weser. Omenjala sta jih rimska avtorja Tacit in Ptolemaj.
Bili so del germanskega zavezništva Arminija, ki je zmagalo nad Rimljani v bitki v Tevtoburškem gozdu v 9. letu našega štetja.
Angrivari so v srednjem veku živeli na območju, ki se je kasneje imenovalo Angria (sodobna nemščina Engern), ki je predstavljala večji del karolinške plemenske vojvodine Saške. Obe imeni verjetno izhajata iz geografske terminologije.

## Lokacija
V svoji knjiga Germania je Tacit opisal Angrivare in njihove zahodne sosede Hamave, ki so živeli vzhodno od Frizov, ki so živeli proti reki Ren, ki je bila uradna meja Rimskega cesarstva in za njimi, dlje od Rimljanov, so bili »Dulgubni in Kasuarji in druga plemena, ki niso enako slavna.« Kasuarji so verjetno živeli blizu reke Hase severno od njih, Dulgubni pa so verjetno živel vzhodneje proti Elbi. Severno od vseh teh ljudstev so živeli Havki, ki so živeli ob obali Severnega morja v današnji Nemčiji.
Med podrobnejšimi omembami Angrivarjev, ki jih Tacit omenja v svojem delu Anali jih opisuje tudi kot sosede mogočnega plemena Heruskov poglavarja Arminija, ki je očitno živelo vzhodno od njih. Zgradili so nasip za označevanje meje in to je bilo zahodno od Weserja.
Tacit v svoji knjigi Germania prav tako ugotavlja, da so Angrivari skupaj z Hamavi vdrli v dežele, ki so jih prej imeli Brukteri na njihovem jugu, »Brukteri so bili izgnani in popolnoma uničeni s strani zavezništva sosednjih ljudstev ...« Brukteri so živeli blizu rek Ems in Lippe med Renom in Weserjem. To se je zgodilo po bitki v Tevtoburškem gozdu.
Kljub temu je v drugem stoletju našega štetja geograf Ptolemaj poročal, da so Brukteri še vedno živeli na istem približnem območju, z manjšo skupino Brukterov, ki je živela blizu izliva Rena blizu Frizijcev, in večjo skupino južno od obalnih Havkov, ki so živeli med rekama Ems in Weser. Hamave postavlja južno od slednjih Brukterov. Poroča o Angrivarih vzhodno od reke Weser, tik južno od večje skupine Havkov, ki so živeli na obali med Weserjem in Labo. Južno od Angrivarijev postavi Langobarde in nato Dulgubne. Na žalost je Ptolemajev položaj teh ljudstev na različnih mestih zamegljen.

## Ime in etimologija
Ime se najprej pojavi v Tacitovem delu Anali in Germania kot Angrivari. V grščini jih je Ptolemaj imenoval Angriouarroi (starogrško Ἀνγριουάρροι), kar se prečrkuje v latinico kot 'Angrivari'. V postklasični zgodovini je ime ljudstva imelo poleg pravkar omenjenih še več različnih zapisov.
Ime Angrivarii je mogoče segmentirati kot Angri-varii, kar pomeni 'možje iz Engerna', vzporedno z Amps-ivari, 'možje iz Emsa'. Engern, njihova regija, je povezana z besedo 'travnik', kot v sodobni nemščini "Anger", in se pojavlja kot koren v imenih krajev po Nemčiji.
Julius Pokorny izpeljuje prvi element iz praindoevropskega korena *ang-, 'upogibati, lok'. Iz tega korena so izpeljani tudi nemški Anger, angleško narečno ing, danski eng, švedski äng, nizozemski eng/enk in številne druge oblike v germanskih jezikih, ki vse pomenijo 'travnik, pašnik'. Primerljivo podobno je tudi ime Angeln.
Drugi element -varii je najbolj izrazit med germanskimi plemenskimi imeni, ki se običajno razumejo kot 'prebivalci', 'prebivalci v'. Njegova natančna etimologija ostaja nejasna, vendar obstaja splošno soglasje, da ga ni mogoče izpeljati iz praindoevropskega korena *wihxrós, 'človek'.
Njihovo geografsko ime je povezano z regijo iz 8. stoletja imenovano Angria (Angaria, Angeriensis, Aggerimensis in Engaria), ki je bila ena od štirih pododdelkov stare Saške (druge so bile Vestfalija in Ostfalija ter Nordalbingia). Ta regija se danes v sodobni nemščini imenuje Engern in se razmeroma dobro ujema z območjem, kjer so živeli Angrivari, ki obsega večino dežele, ki obdaja srednji Weser, vključno z ravnino, kot je okoli Mindena in nizkimi gričevji (Holzminden).

## Starodavna zgodovina
Čeprav so Angrivari na kratko omenjeni pri Ptolemaju (2.10) in v Tacitovi Germania (33), se pojavljajo predvsem na več lokacijah v Tacitovem delu Annales. Obrobno so sodelovali v vojnah, ki jih je bojeval nadarjeni Germanik v imenu svojega strica Tiberija, rimskega cesarja, proti storilcem pokola treh rimskih legij v bitki v Tevtoburškem gozdu v 9. letu našega štetja.
Vojne so se začele v zadnjih letih vladavine Avgusta, prvega rimskega cesarja. Avgust je umrl star, a spoštovan mož leta 14 našega štetja in so ga praznovali z veliko pompa in sijaja. Zapustil je dokument, ki naj bi ga posmrtno prebrali senatu, v katerem je izrecno prepovedal razširitev cesarstva onkraj Rena. Novico o oporoki so Germani pozdravili, saj so mislili, da jim daje proste roke v regiji. Germaniku se je zdelo potrebno umiriti mejo, kar je storil s kombinacijo požgane zemlje in ponudb za zavezništvo z Rimom, kar pa je bila vaba. Ti napadi so tudi odvrnili vojsko spodnjega Rena od možnosti upora, ki je izbruhnil po Avgustovi smrti in je bil zadušen le z popuščanjem in usmrtitvami.
Za kazenske odprave je Germanik uporabljal reko reko Ems, ki je tekla iz osrčja dežele, ki so jo zasedla plemena, ki so kasneje postali Franki. Ti so bili še vedno pod vodstvom Arminija, ki je vodil germansko zvezo do zmage leta 9. Za razliko od Arminijevega domačega plemena Heruskov je bila zvestoba drugih plemen v konfederaciji v najboljšem primeru dvoumna.
Angrivarski upor (defectio) sredi Arminijevih obnovljenih operacij v Tevtoburškemu gozdu je morala biti vnaprej zagotovljena s strani Germanika. Tudi če ni bila, je napad konjenice kmalu privedel do kapitulacije Angrivarov. Kmalu zatem pa so se ponovno zavezali z Heruski in postali nasprotniki Rimljanov, postavili past na heruški meji, ki je bila visok zemeljski nasip. Svojo konjenico so skrili v gozd in postavili svojo pehoto na drugo stran nasipa. Rimljani so že vnaprej vedeli za načrt. Napadli so nasip in pred napadom izstrelili salvo iz prač in sulic, ki so jih metale naprave. Angrivare so izgnali z nasipa in nadaljevali zasledovanje konjenice v gozdu. Še enkrat so bili Angrivarii popolnoma poraženi.
Ko so opravili z Heruski je Germanik svojo pozornost usmeril na Angrivarije. Ti so se brezpogojno vdali generalu, ki ga je poslal Germanik, in se postavili v status prosilcev, ki so prosili za usmiljenje, kar jim je Germanik podelil. To je pozneje poželo koristi Angrivarcem, ki so imeli pomembno vlogo pri zagotavljanju vrnitve ladij in ljudi, izgubljenih v nevihti Severnega morja, ki je rimsko floto raztresla na obalo sovražnih ali nevtralnih germanskih plemen.
Končno je 26. maja 17. leta Germanik slavil zmagoslavje nad spodnjo Germanijo in njegov stric ga je poslal na vzhod. Arminij je umrl in Angrivari, drugi zahodni Germani in njihova plemena so nadaljevali prijateljske odnose z Rimom in mu zagotavljali elitne čete ter mestno in palačno stražo. Angrivari skupaj s Heruski in Hati pripadajo trem plemenom, ki jih Tacit še posebej poudarja v svojem zapisu o zmagoslavnem pohodu Germanika leta 17 našega štetja:
"Germanik Caesar je slavil svoje zmagoslavje nad Heruski, Hati in Angrivari ter drugimi plemeni, ki segajo vse do Labe."